# Espinosa de Bricia
Espinosa de Bricia es una localidad del municipio de Valderredible (Cantabria, España). Está localizada a 985 m s. n. m., y dista 34 km de la capital municipal, Polientes. En el año 2024 contaba con una población de 16 habitantes.
Curiosamente y junto con la localidad de Renedo de Bricia, a pesar de que en su nombre se hace referencia a Bricia, esta localidad se encuentra en Cantabria y no en la provincia de Burgos a la que pertenece el municipio de Alfoz de Bricia.

## Paisaje y naturaleza
Espinosa de Bricia se sitúa en la planicie de los páramos de Bricia lo que hace que su entorno tenga un aspecto marcadamente castellano, muy alejado del arquetipo paisajístico de la Cantabria verde. Desde el borde acantilado de esta impresionante estructura geológica de loras, que descuelga por la parte occidental de los términos del pueblo, se disfruta de una de las mejores panorámicas del valle de Valderredible, a la que se llega a través de la carretera de Espinosa a Santa María de Hito.

## Patrimonio histórico

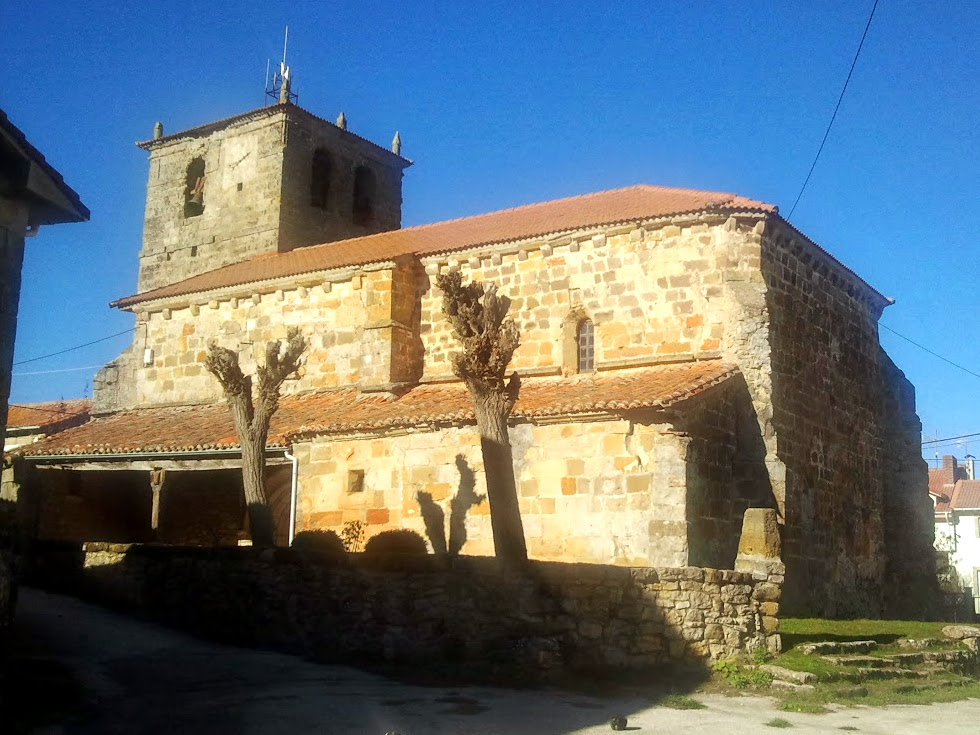
Iglesia de la Asunción

La iglesia de la Asunción es una austera construcción del siglo XV en la que destacan la portada abocinada de arco apuntado y sencillos baquetones y la original pila bautismal con motivos decorativos de “dientes de lobo”. Se amplió en el siglo XVIII mediante la adición de algunas capillas, del pórtico de entrada y de la torre a los pies. En esta última, todavía se pueden percibir los desperfectos provocados por los tiroteos que tuvieron lugar durante el asedio al que se vio sometido el pueblo en la Guerra Civil.
Mirando hacia el valle, aparecen tres habitáculos excavados en un macizo rocoso de difícil acceso que relacionamos con el conjunto de ermitas y laudas rupestres de Valderredible.